# 濵松明日香
濵松 明日香（はままつ あすか、1998年12月22日 - ）は、日本の女子バレーボール選手である。

## 来歴
島根県浜田市出身。小学2年生のとき、バレーボールをしていた母の影響を受け自身もバレーボールを始めた。
中学3年生の時には県選抜に抜擢され頭角を現す。
全国制覇の実績がある地元の誠英高等学校入学後、1年生からレギュラーを掴みインターハイに出場するも決勝トーナメント初戦敗退。
2017年2月3日、V.LEAGUE DIVISION1の久光製薬スプリングス（現・SAGA久光スプリングス）への入団内定が発表。高校卒業後、2017年4月に入団。内定時の背番号は16であったが、新たに入団したフォルケ・アキンラデウォが背番号16となったため、背番号17に変更された。
最初の2シーズンは出場機会がほとんどなかったが、3シーズン目の2019/20シーズンより出場機会が増えた。
2022年、日本代表登録メンバーに選出され、ネーションズリーグに出場した。しかし、自身が出場した試合は全て敗戦となり、悔しさを味わった。その後に開催された世界選手権のメンバーには選出されなかったが、同時期に開催されたAVCカップのメンバーに選出され、主力として試合に出場し、チームは大会初優勝を果たした。また、2022/23シーズンより久光での背番号が17から4に変更となった。
2023年8月20日、久光は、濵松が右足関節の後脛骨筋腱脱臼と診断され手術を行ったと発表した。チーム・ドクターと相談した末に手術を決断し、手術は成功した。
2024年4月、久光を退団。6月に埼玉上尾メディックスへの入団が発表された。

## 人物・エピソード
- もともとはネガティブな性格で、久光に入団して2シーズンほぼ出場機会がなく、休暇をもらって地元に帰る頃、引退することも考えていたという。しかし、地元で励ましを受け、自分がやりたいようにやってみようと思うようになり、それで今のような自分になったと話している。以降、久光で出場機会が増え、日本代表にも選出された[5]。

## 所属チーム
- 浜田市立国府小学校（国府スポーツ少年団）[1]
- 浜田市立浜田東中学校[1]
- 誠英高等学校
- 久光スプリングス（2017-2024年）#17→#4
- 埼玉上尾メディックス（2024年-）

## 球歴
- 日本代表 （2022年、2025年）
  - ネーションズリーグ - 2022年
  - AVCカップ - 2022年

## 受賞歴
- 2024年 - 第72回黒鷲旗全日本選抜大会 ベスト6

## 個人成績
V.LEAGUEの個人成績は下記の通り（ファイナルステージ、VCup含む）。
| 大会            | チーム          | 出場     | 出場        | アタック | アタック | アタック | アタック | バックアタック | バックアタック | バックアタック | バックアタック | アタック 決定本数 | ブロック | ブロック       | サーブ | サーブ         | サーブ   | サーブ | サーブ | サーブ   | サーブレシーブ | サーブレシーブ | サーブレシーブ | サーブレシーブ | 総得点      | 総得点      | 総得点   | 総得点      |
| --------------- | --------------- | -------- | ----------- | -------- | -------- | -------- | -------- | -------------- | -------------- | -------------- | -------------- | ----------------- | -------- | -------------- | ------ | -------------- | -------- | ------ | ------ | -------- | -------------- | -------------- | -------------- | -------------- | ----------- | ----------- | -------- | ----------- |
| 大会            | チーム          | 試 合 数 | セ ッ ト 数 | 打 数    | 得 点    | 失 点    | 決 定 率 | 打 数          | 得 点          | 失 点          | 決 定 率       | セ ッ ト 平 均    | 得 点    | セ ッ ト 平 均 | 打 数  | ノ 丨 タ ッ チ | エ 丨 ス | 失 点  | 効 果  | 効 果 率 | 受 数          | 成 功 ・ 優    | 成 功 ・ 良    | 成 功 率       | ア タ ッ ク | ブ ロ ッ ク | サ 丨 ブ | 得 点 合 計 |
| V1 2021-22      | 久光            | 33       | 75          | 258      | 137      | 14       | 53.1     | 0              | 0              | 0              | -              | 1.83              | 20       | 0.27           | 159    | 1              | 4        | 26     | 28     | 3.5      | 14             | 9              | 2              | 71.4           | 137         | 20          | 5        | 162         |
| V1 2020-21      | 久光            | 24       | 43          | 192      | 96       | 13       | 50.0     | 0              | 0              | 0              | -              | 2.23              | 12       | 0.28           | 118    | 4              | 0        | 10     | 30     | 7.6      | 5              | 3              | 1              | 70.0           | 96          | 12          | 4        | 112         |
| V1 2018-19      | 久光            | 4        | 0           | 0        | 0        | 0        | -        | 0              | 0              | 0              | -              | -                 | 0        | -              | 0      | 0              | 0        | 0      | 0      | -        | 0              | 0              | 0              | -              | 0           | 0           | 0        | 0           |
| V1 2017-18      | 久光            | 4        | 2           | 2        | 0        | 0        | 0.0      | 0              | 0              | 0              | -              | -                 | 0        | -              | 0      | 0              | 0        | 0      | 0      | -        | 0              | 0              | 0              | -              | 0           | 0           | 0        | 0           |
| 通算：4シーズン | 通算：4シーズン | 65       | 120         | 452      | 233      | 27       | 51.5     | 0              | 0              | 0              | -              | 1.94              | 32       | 0.27           | 277    | 5              | 4        | 36     | 58     | 5.2      | 19             | 12             | 3              | 71.1           | 233         | 32          | 9        | 274         |